# Фокшанеј (Бузау)
Фокшанеј (рум. Focșănei) насеље је у Румунији у округу Бузау у општини Ваду Пашиј. Oпштина се налази на надморској висини од 115 m.

## Становништво
Према подацима из 2002. године у насељу је живело 720 становника, од којих су сви румунске националности.